# Alberto Bernardino Ohaco
Alberto Bernardino Ohaco (Avellaneda, 12 de gener de 1884 - 8 de març de 1950) fou un futbolista argentí dels anys 1910 i 1920. És considerat un dels futbolistes més important de la història del futbol argentí. Defensà els colors del Racing Club de Avellaneda de la seva ciutat natal, club del que el seu pare n'havia estat un dels fundadors. Amb aquest club guanyà vuit títols de lliga, set d'ells consecutius entre 1913 i 1919. També fou quatre cops màxim golejador del campionat entre 1912 i 1915. Marcà un total de 244 gols per al seu club, essent el màxim golejador en la història de la institució (a data de 2011).
Fou internacional amb la selecció argentina entre 1912 i 1918. Disputà les dues primeres edicions de la Copa Amèrica de futbol els anys 1916 i 1917.

## Palmarès
- Campionat argentí de futbol:)1913, 1914, 1915, 1916, 1917, 1918, 1919, 1921)
- Copa de Honor Cousenier (1913)
- Copa de Honor Municipalidad de Buenos Aires (1913, 1915, 1917)
- Copa Ibaguen: (1913, 1914, 1916, 1917, 1918)
- Màxim golejador del campionat argentí de futbol (1912, 1913, 1914, 1915)